# Saint-Pierre-de-Mésage
Saint-Pierre-de-Mésage is een gemeente in het Franse departement Isère (regio Auvergne-Rhône-Alpes) en telt 674 inwoners (1999). De plaats maakt deel uit van het arrondissement Grenoble.

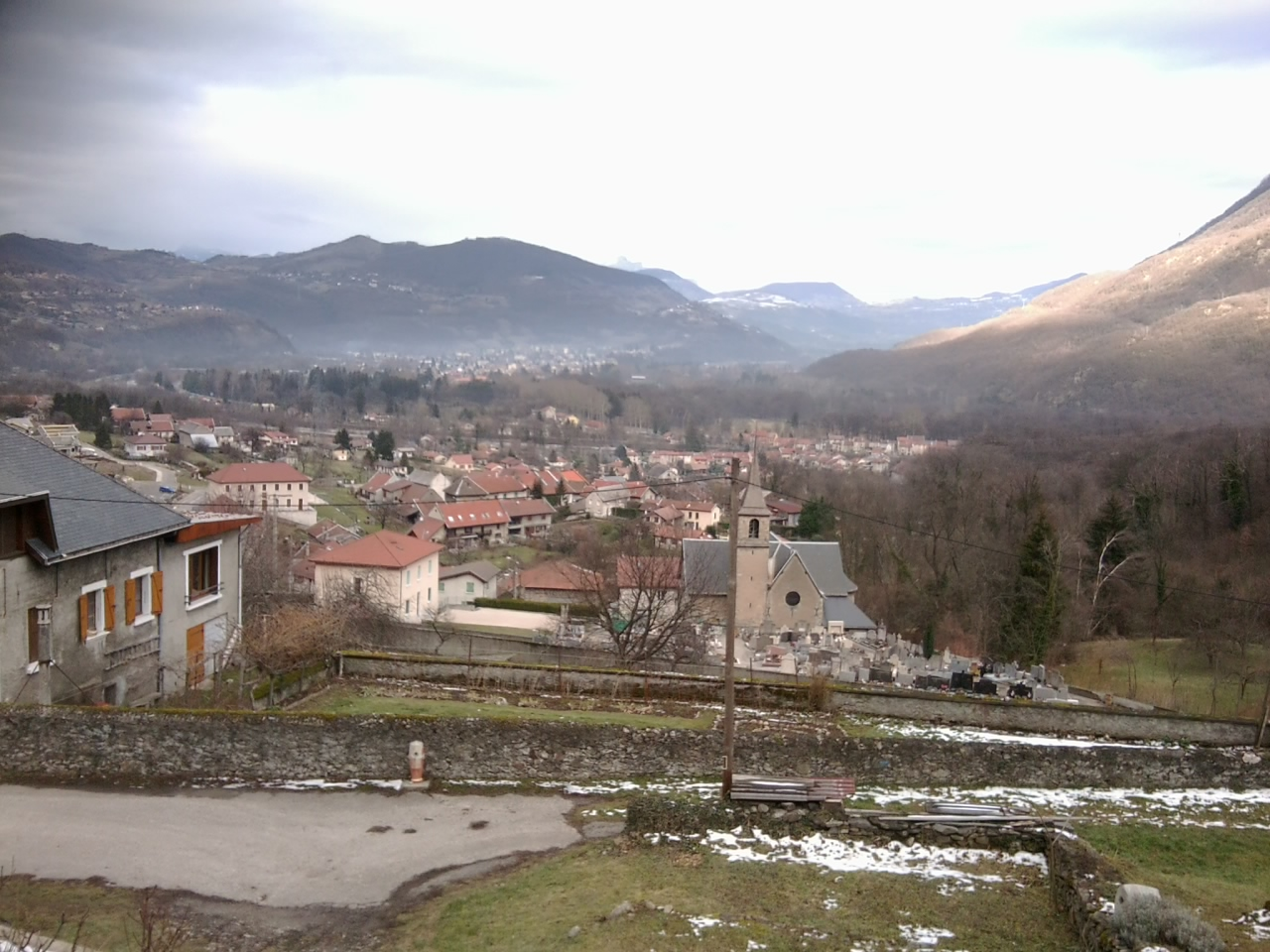
Saint-Pierre-de-Mésage
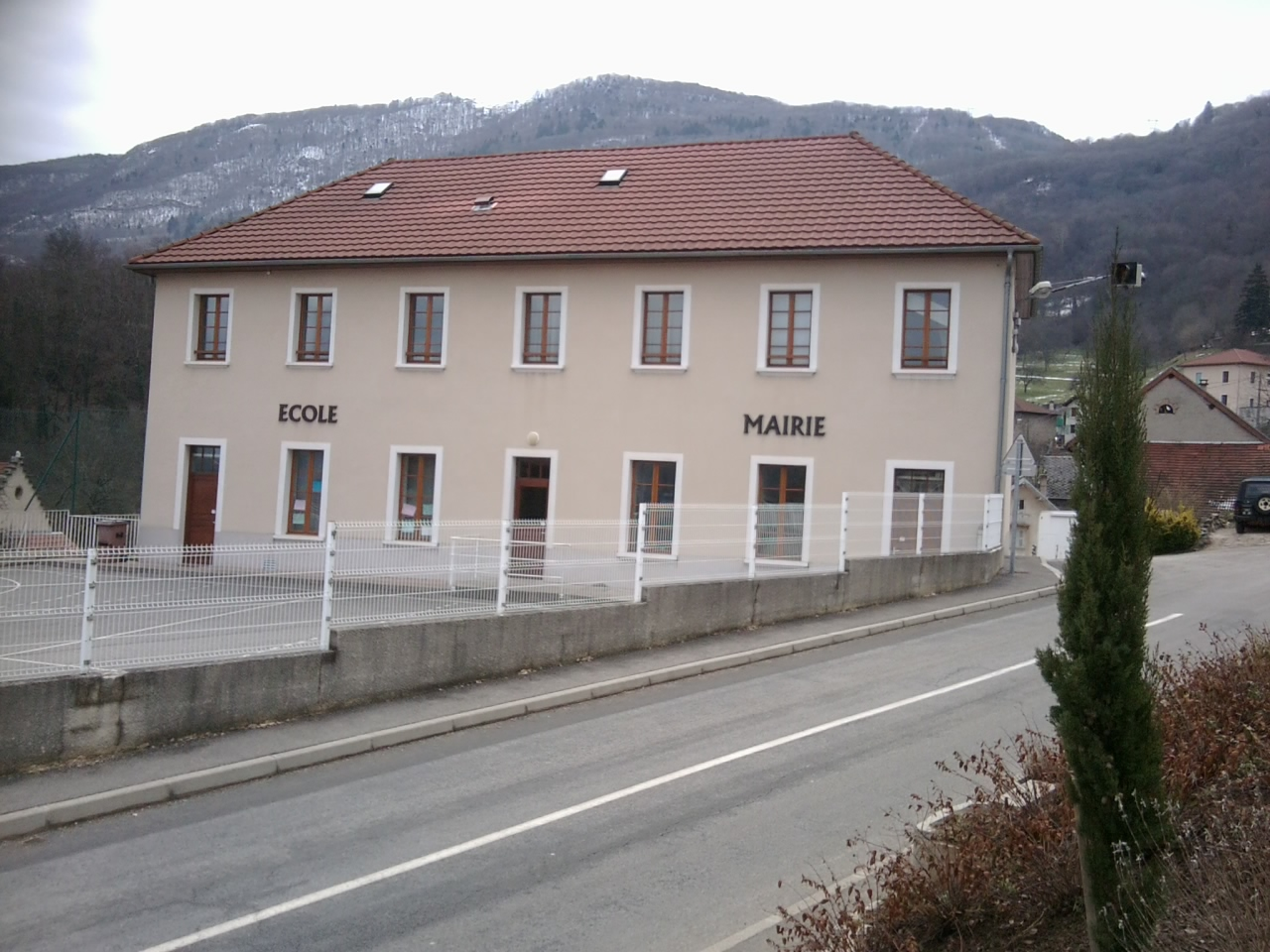
Gemeentehuis/school
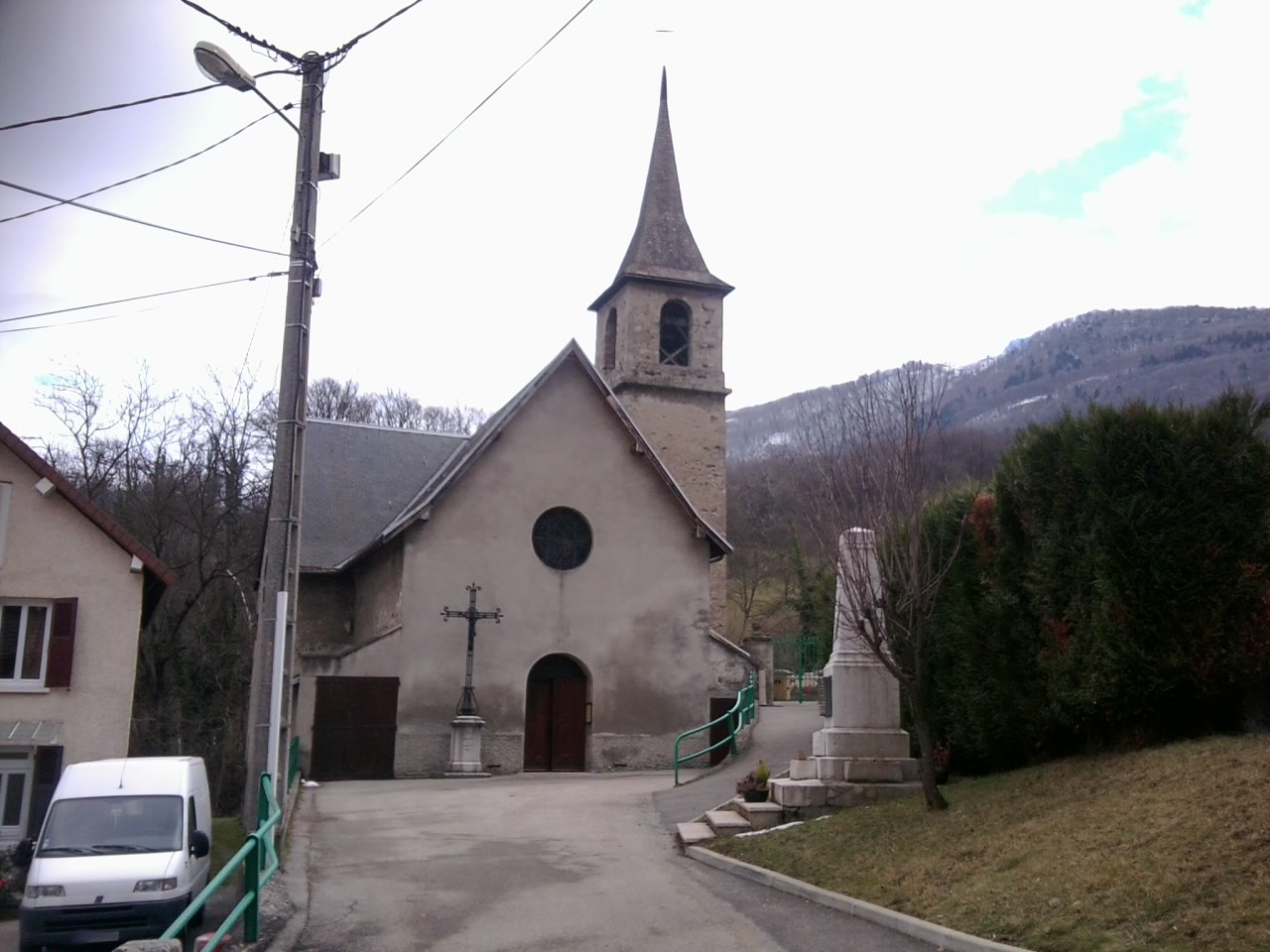
Kerk Sainte-Marie in Saint-Pierre-de-Mésage
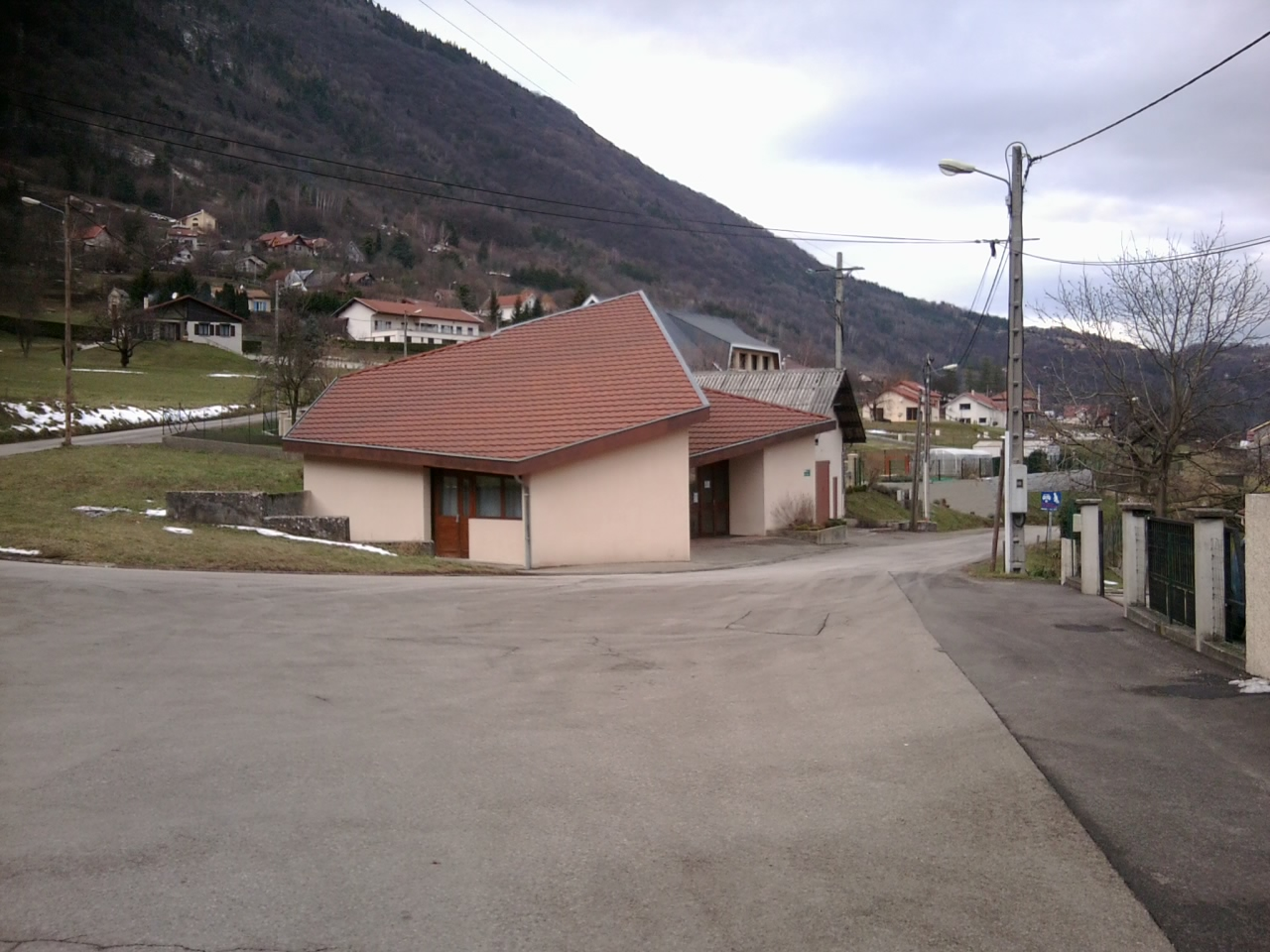
Feestzaal

## Geografie
De oppervlakte van Saint-Pierre-de-Mésage bedraagt 7,0 km², de bevolkingsdichtheid is 96,3 inwoners per km².
De onderstaande kaart toont de ligging van Saint-Pierre-de-Mésage met de belangrijkste infrastructuur en aangrenzende gemeenten.

## Demografie
Onderstaande figuur toont het verloop van het inwonertal (bron: INSEE-tellingen).